# ديفيد غوسلين
ديفيد غوسلين هو لاعب هوكي جليد كندي، ولد في 22 يونيو 1977 في ليفيس في كندا.

## وصلات خارجية
- ديفيد غوسلين على موقع دوري الهوكي الوطني (الإنجليزية)
- ديفيد غوسلين على موقع EliteProspects.com (الإنجليزية)
- ديفيد غوسلين على موقع HockeyDB.com (الإنجليزية)
- ديفيد غوسلين على موقع Hockey-Reference.com (الإنجليزية)